# التوحد العبقري
التوحد العبقري (بالإنجليزية: Genius autism) هو فكرة مبنية إعلاميًا واجتماعيًا، بناءً على فهم الذكاء التوحدي من خلال منظور ملاحظة ما يسمى بالقدرات "الموهوبة" لدى عدد محدود من الأشخاص الذين تم تشخيصهم على أنهم مصابون بالتوحد. على الرغم من أنه ليس مصطلحًا معترفًا به طبيًا، إلا أنه يوصف على أنه ارتباط بين اضطرابات طيف التوحد (ASD) ومتلازمة الموهوب أو الموهبة، مما يؤدي إلى مهارات تفوق غير عادي في مجال واحد أو أكثر، وصعوبات كبيرة في مجالات أخرى، خاصة في العلاقات الاجتماعيه. تختلف تقديرات الباحثين حول عدد الأشخاص المُصابين بمتلازمة العبقري على نطاق واسع: وتُشير التقديرات إلى أنَّ العبقرية تتعلق بـ 1 إلى 30 % من الأشخاص المصابين باضطراب طيف التوحد، والغالبية العظمى من الرجال الذين يعانون من الحس المواكب وفرط القراءة.

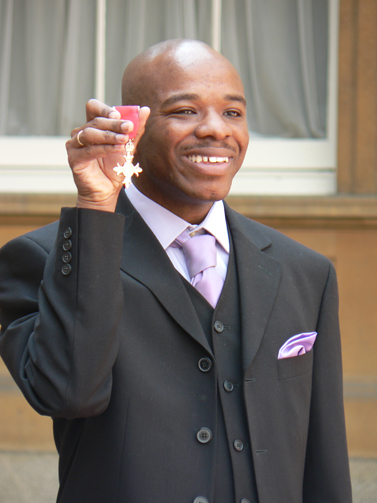
نظرًا لقدرته على رسم المناظر الطبيعية بالتفصيل بعد رؤيتها لفترة قصيرة جدًا، غالبًا ما يُشار إلى ستيفن ويلتشير على أنه عالم مصاب بالتوحد.

في نهاية القرن التاسع عشر، وصف إدوارد سيغوين وجون لانغدون داون “البلهاءالموهوبين“، على أنهم أشخاص يجمعون بين صعوبات شديدة وقدرات فكرية تفوق المعتاد، خاصة في الحفظ. أُجريت دراسة “التوحد العبقري“ بشكل رئيسي في القرن العشرين على يد الطبيب النفسي الأمريكي دارولد تريفيرت. وظل الذكاء التوحدي شبه مجهول لدى عامة الناس حتى صدور فيلم رجل المطر عام 1988 والذي ظهرت فيه شخصية رجل المطر، “المتوحد العبقري“. منح هذا المؤهل نفسه لأشخاص مثل التوأم جورج وتشارلز فين، ودانييل تاميت، وجوزيف شوفانيك، وستيفن ويلتشير، بسبب مهاراتهم في حساب التقويم، وحفظ الصور والأرقام، والفن، أو حتى تعلم اللغات. تعتمد قدرات التعلم والذاكرة الانتقائية للغاية للأشخاص المؤهلين باعتبارهم علماء متوحدين على تحليل ومقارنة الهياكل المتشابهة، وذلك بفضل الإدراك البصري الممتاز والميل لرؤية التفاصيل قبل كل شيء. تقتصر هذه المهارات على واحد أو عدد قليل من مجالات الاهتمام المحددة. ركز الباحثين على خصوصية بنية الدماغ بسبب طفرة جينية في منطقة الكروموسوم البشري1، مما يساهم في الاستعداد لهذا النمط المعرفي الخاص الذي يجمع بين العديد من الصعوبات، بما في ذلك الغياب المحتمل لاللغة، مع قوة فكرية نسبية. ومع ذلك، لم يتمكن أي بحث من تحديد أن تفكير الأشخاص المصابين بالتوحد سيكون مختلفًا بطبيعته عن تفكير الأشخاص غير المصابين بالتوحد، كما أن الملف النفسي العصبي للأفراد الموصوفين بأنهم “متوحدين عباقرة“ لا يمكن تمييزه عن الأشخاص الآخرين الذين يعانون من اضطراب طيف التوحد. ولا يزال الدور الذي تلعبه البيئة الأسرية في تنمية هذه القدرات غير معروف، وكذلك انخفاض تمثيلها الملحوظ لدى النساء، وطبيعتها الفطرية أو المكتسبة، وقد أُبلغ عن كلتا الحالتين.
يتعرض مفهوم التوحد العبقري للانتقادات بسبب الأوهام التي يثيرها، والتغطية الإعلامية غير الأخلاقية. يؤثر الإفراط في تمثيل وسائل الإعلام على تعريف التوحد تجاه الارتباط بـ العبقرية. ويظل تعريف الذكاء التوحدي صعبا، ويشكل مصدرا للكثير من الالتباس، لأن "القدرات الاستثنائية" توصف على هذا النحو بسبب جانبها غير العادي أو المذهل باعتباره خروجًا عن المألوف. ربما تكون فكرة التوحد العبقري هذه من بناء وسائل الإعلام والمجتمع، فالأشخاص المعنيون لا يختلفون جوهريًا عن غيرهم من الأشخاص المصابين بالتوحد، إلا في الفرص التي أتيحت لهم للعمل وتطوير مهاراتهم.

## الوصف
"التوحد العبقري" هو مصطلح غير معترف به طبيا، ولكنه يستخدم في وسائل الإعلام، وبعض الأفلام، والمؤلفات العلمية، لوصف الأشخاص الذين يعانون من اضطراب طيف التوحد (ASD) والقدرات غير العادية مقارنة بغالبية الأشخاص المصابين بالتوحد.
```
يصف 
الطبيب النفسي
 الأمريكي 
دارولد تريفيرت
 "المتوحد العبقري" بأنه 
شخص
 
مصاب بالتوحد
 ومصاب بمتلازمة 
العبقري
،
[
6
]
 ويتمتع بواحد أو أكثر من مجالات الكفاءة أو القدرة أو التميز، والتي تتناقض مع حدوده العامة،
[
7
]
[
8
]
 وخاصة فيما يتعلق 
باللغة
 
والتواصل
.
[
9
]

وفي هذا الصدد، يستخدم عبارة "جزر العبقرية"، ليستحضر صورة محيط من 
المشاكل
 
والصعوبات
 بشكل أفضل، والذي تظهر فيه جزيرة من 
المهارات
 غير العادية. وبدلاً من ذلك، يعرّف الباحث الأسترالي الدكتور تريفور كلارك "التوحد العبقري" بأنه ارتباط بين التوحد العبقرية. يميز تريفيرت بين الاثنين، إلى حد أنه، على عكس 
الأشخاص
 
الموهوبين
 غير المصابين 
بالتوحد
، والذين 
يتفوقون
 في العديد من المجالات، فإن 
العباقرة
 
المصابين بالتوحد
 يطورون 
مهارات
 غير عادية في عدد محدود من المجالات، وعلى الرغم من الصعوبات التي "يواجهونها أيضًا"
[
10
]
[
11
]
 هناك القليل من 
الأبحاث
 التي تحدد الطبيعة الدقيقة للعلاقة بين 
مرض التوحد
 
ومتلازمة
 
العبقري
 
والموهبة
.
[
12
]
 وبحسب الباحث الأسترالي 
آلان سنايردر
، والباحث المعرفي 
الكندي من أصل فرنسي
 لوران موترون، فإن 
التفكير
 
العلمي
 للمصابين بالتوحد يختلف بطبيعته عن تفكير الأشخاص غير المصابين 
بالتوحد
، خاصة أنه لا يشبه بأي حال من الأحوال تفكير الأشخاص غير المصابين بالتوحد. "حاسوب خارق". خلافاً 
للرؤيات الإعلامية
 التي قدمت عنه.
[
13
]
 من ناحية أخرى، بالنسبة للباحث البلجيكي المتخصص في مجال التوحد: بيتر فيرميولين، فإن تفكيرهم مشابه لتفكير 
الحاسوب
. يُظهر تفكير المتوحدين شكلاً معينًا من 
الإبداع
 
والعبقرية
 يمكن أن يحلم به معظم الأشخاص غير المصابين 
بالتوحد
.
[
14
]
 بشكل عام، الأشخاص المصابون بالتوحد والذين يظهرون مهارات تعتبر استثنائية لديهم واحد أو أكثر من الاهتمامات المحددة، التي يكرسون لها معظم وقتهم. كما يظهرون هوسًا بالتصنيفات وإنشاء الأنظمة.
[
15
]
 ومن المميزات العقلية أنهم يستطيعون حفظ العناصر دون جوانب عاطفية أو أي تفسير آخر من المحتمل أن يعدل معناها.
[
16
]
 
الإدراك البصري
 أفضل بكثير من المتوسط. وهذا يمكن أن يؤدي، وفقا لموترون، إلى القدرة الزائدة على اكتشاف الأشكال ومعالجتها.
[
17
]
[
18
]
[
19
]
 شهد 
تيمبل غراندين
 على 
الفكر في الصور
.
[
20
]
 يدرك الأشخاص المصابون بالتوحد التفاصيل قبل الكل، ولديهم 
فرط حساسية حسية
 ويظهرون حدة فائقة في أنظمة الاكتشاف. ويقترح (لا سيما من قبل 
سيمون بارون كوين
) أن هذه الخصائص هي أصل معظم مواهبهم.
[
21
]
[
22
]
 نجد في مرض التوحد العبقري جميع 
الأمراض المصاحبة لاضطرابات طيف التوحد
 (الاضطرابات ذات الصلة المرتبطة بالتوحد)، وخاصة 
الصرع
.
[
23
]
```

## اهتمامات محددة

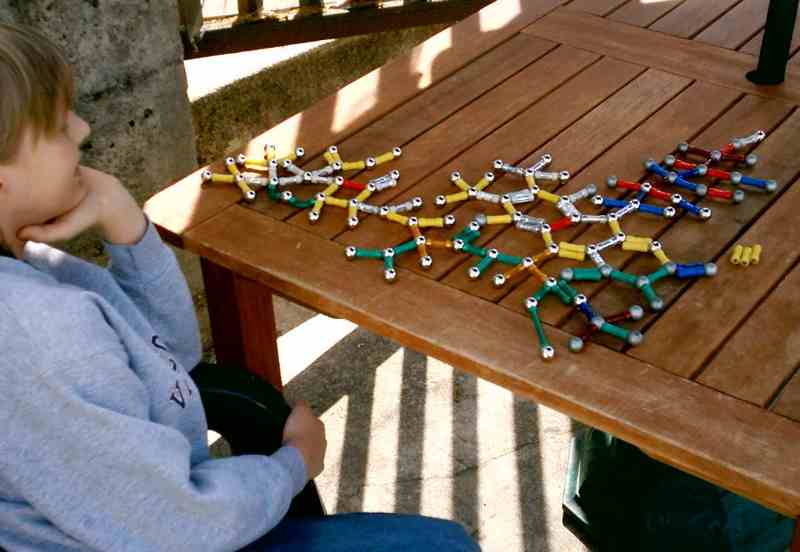
إن الاهتمام غير العادي بمجال معين من الدراسة (هنا التركيب الجزيئي) يمثل التوحد العبقري.

يطور العباقرة المصابون بالتوحد اهتمامات محددة يكرسون لها معظم أوقات فراغهم، وغالبًا ما يكون ذلك بشكل هوسي: وفقًا للآباء الذين أجرا معهم الباحث الأسترالي تريفور كلارك مقابلت حول هذا الموضوع كجزء من دراسته (2016)، غالبًا ما يقضي الأطفال المصابون بالتوحد أكثر من أربع ساعات يوميًا في المراقبة والعمل «بتركيز شديد». عادة ما تكون مجالات الاهتمام المحددة للعباقرة المصابين بالتوحد منظمة للغاية. يمكن أن يُنظر إلى هذه الاهتمامات بشكل خاطئ على أنها "عواطف" بسيطة، ولكنها غالبًا ما تكون طرقًا للتعبير. يعبر ليزلي ليمكي عن نفسه من خلال الموسيقى فقط، كما يعبر ألونزو كليمونز عن نفسه من خلال النحت. وبالمثل، يقوم دانييل تاميت بدمج الأرقام في اللغة، محددا: «كانت قراءة الرقم Pi وسيلة للتعبير عن نفسي بالأرقام، وهي لغتي الأم». أصبح العمل في مجال اهتمام معين أسهل بكثير لأن الأشخاص المصابين بالتوحد غالبًا ما يكونون معزولين اجتماعيًا، مما يؤدي إلى التعلم الذاتي المتقدم جدًا.
عادةً ما تكون مهارات المُصاب بمتلازمة الموهوب ضمن خمس مجالات رئيسية، حسب ترتيب التكرار: حساب التقويم، والموسيقى، والفن، والرياضيات (خاصة الحساب الذهني السريع)، وأخيراً مهارات التصور المكاني. وفي حالات نادرة، يتضمن تعلم اللغات (متعدد اللغات)، والرياضة الدقيقة، وتقدير الوقت (القدرة على تخمين الوقت دون الحاجة إلى ساعة)، والاهتمامات الناجمة عن فرط حساسية الحواس (البصر، والشم، واللمس، وما إلى ذلك). في مجال متقدم جدًا من المعرفة، أو حتى في القدرات المتعلقة بالتصورات الخارقة للطبيعة وخارج الحواس. فرط القراءة، الذي ينتج عنه حاجة كبيرة للقراءة، شائع أيضًا. في أغلب الأحيان، يكون لدى الأذكياء المصابين بالتوحد قدرة واحدة فقط على التميز، ولكن يحدث أنهم يطورون عدة منها : هذه هي حالة مات سافاج، الموهوب في الموسيقى والرياضيات. ودانييل تاميت، الذي يحفظ تسلسلات الأرقام ويتعلم لغات جديدة بسرعة كبيرة. يمكن لنفس الشخص تطوير مهارة شديدة في مجال واحد ثم تغيير المجالات. كما أنها قد تفقد موهبتها أو اهتمامها بمجال معين. ويميز تريفيرت درجات من المهارات تتراوح بين «ساطع» (على سبيل المثال حفظ التواريخ أو المقطوعات الموسيقية أو جداول مواعيد القطارات) إلى «مذهل». يذكر لوران موترون، مستشهدًا بعدة حالات، أن الأشخاص المصابين بالتوحد في وسائل الإعلام معروفون بقدراتهم على الحفظ. استخدام الكلام ليس ضروريًا، بعض الأشخاص المصابين بالتوحد غير اللفظي يمكنهم استخدام الحسابات أو المواهب الفنية المعقدة جدًا. يستشهد دارولد تريفيرت بمثال نادية تشومين، وهي طفلة متوحده غير لفظية قادرة على الرسم من خلال دمج قوانين المنظور والتناسب والحركة من سن 3. أشارت الدراسات المنشورة في الستينيات إلى الثمانينيات إلى أن العمل على اهتمامات معينة قد يكون أصل مرض التوحد. بل يبدو، بحسب تريفور كلارك، أن هذه الاهتمامات الوسواسية هي جزء لا يتجزأ من مرض التوحد العبقري. لم تتم مناقشة أصل دوافع الأشخاص المعنيين إلا قليلاً في الأدبيات، وبالتالي لا يزال غير مفهوم بشكل جيد.

## استراتيجيات التحليل والارتباط

يسمح لنا الحس المواكب بربط الأرقام والحروف بالألوان أو الأشكال، مما يسمح بالحفظ بشكل أكثر كفاءة.

يعتمد الحفظ عند "المتوحدين العباقرة" بشكل عام على مقارنة البيانات المماثلة. أجريت دراسة في الولايات المتحدة على 18 طفلاً توحدياً ذوي مستوى عالٍ من المهارات، مقارنة بـ 18 طفلاً غير توحدي من نفس العمر، وذلك خلال تمارين الرياضيات. تميل النتائج إلى إظهار أن الأشخاص المصابين بالتوحد يستخدمون استراتيجيات لتحليل الأرقام والعمليات في كثير من الأحيان أكثر من الأشخاص غير المصابين بالتوحد، الذين يعتمدون أكثر على ذاكرتهم وحدها. وهذا يسمح بأداء عام أفضل في تمارين الرياضيات هذه، مما يفسر وجود عباقرة الرياضيات المصابين بالتوحد. كشف التصوير بالرنين المغناطيسي عن فرط نشاط القشرة القذالية البطنية الصدغية، وهي منطقة من الدماغ مخصصة لمعالجة المعلومات البصرية، مما يشير إلى أن أدمغة هؤلاء الأشخاص المصابين بالتوحد تعيد تنظيم نفسها للسماح بظهور قدرات معرفية استثنائية. وقد أتاحت دراسة حالة الآلة الحاسبة العقلية الشابة استخلاص نفس الاستنتاجات. أثناء دراسة تعلم اللغة لشخص عبقري مصاب بالتوحد، أشار بيت هيرميلين إلى أنه اعتمد على تقسيم الكلمات إلى مقاطع ولاحقات وبادئات، بدلاً من القواعد النحوية. اقترحت دراسة حالة أخرى لطفلين مصابين بالتوحد تعلما القراءة مبكرًا أنهما قاما بتحويل الحرف إلى صوت بسرعة وكفاءة أكبر من القراء غير المصابين بالتوحد. يبدو أن العباقرة المصابين بالتوحد المتخصصين في الموسيقى يعتمدون على تحليل وإعادة تركيب الأصوات شديدة التنظيم. من الممكن أن يكون لدى الأشخاص المصابين بالتوحد استعداد للتعلم الموسيقي بسبب ميلهم إلى إدراك تركيب الأصوات. هناك نسبة عالية من الأشخاص المصابين بالتوحد الذين يعانون من الحس المواكب وفرط القراءة، يقومو بالربط بين التصورات المختلفة (الصوت والصورة والشكل واللون وما إلى ذلك) للحفظ. على سبيل المثال: دانييل تاميت يستخدم الحس المواكب الخاص به لتذكر الأرقام، حيث يربط كل رقم بلون وشكل معين. غالبًا ما ينطبق على الأشخاص المصابين بالتوحد الذين يعانون من فرط القراءة تعريف "المتوحد العبقري"، وذلك بسبب الارتباط بين سهولة القراءة وتحليل الكلمات، والصعوبات الكامنة في اضطراب طيف التوحد.

## ذاكرة انتقائية للغاية
على عكس الفرضية والمفهوم الخاطئ الشائع الذي ساد منذ فترة طويلة، وفقًا لوران موترون، فإن ذاكرة الأشخاص المصابين بالتوحد ليست ذاكرة صورية (تخيلية)، وبالتالي لا تسمح لهم بالاحتفاظ بجميع المعلومات المرئية دون قيود. حالات الذاكرة المثالية الحقيقية لدى الأشخاص المصابين بالتوحد نادرة للغاية. ويبدو أنها تنتج عن تلف في الدماغ. ذاكرة المصابين بالتوحد انتقائية، وتتطلب الذكاء. المتوحد العبقري يحتفظ فقط بالبيانات المتعلقة بواحد أو أكثر من المجالات المقيدة، ذلك المجال أو تلك المجالات التي تهمهم. ولذلك فإن الحفظ لا يكون فعالًا إلا في مراكز الاهتمام المحددة هذه، ولا سيما في حفظ التفاصيل. نقلاً عن حالة شخص مصاب بالتوحد ماهر جدًا في تذكر التكوينات البصرية، يقول أستاذ علم النفس دانييل شاكتر، أن هذا الشخص لا يتذكر إلى «القليل من الأشياء الأخرى الخارجة عن اهتماماته». يصف جوزيف شوفانيك، الفيلسوف والكاتب المصاب بالتوحد، ذاكرته الخاصة مع التركيز على اختيار ما يتذكره: «أنا مثل أي شخص آخر، أتذكر الأشياء التي تهمني. ربما يكون الفرق هو أنني لست مهتمًا بنفس الأشياء التي يهتم بها الآخرون. [...] سأحتفظ بسهولة أكبر بهذا الجانب النحوي أو ذاك من اللغة الجذابة [...] وأعتقد أنها خيبة أمل كبيرة لأولئك الذين يعتقدون أن الأشخاص المصابون بالتوحد يتمتعون بذاكرة غير عادية». كما أشارت الدراسة التي أجريت على شخص مصاب بالتوحد يعاني من فرط الذاكرة إلى مقاومة كبيرة للاضطرابات الخارجية. وفقا لدراسة أجريت على عشره متوحدين عباقرة في حساب التقويم، «آلات التقاويم البشرية» أنهم يواجهون صعوبة كبيرة في التركيز على مصدرين يتطلبان الاهتمام في نفس الوقت.

## صعوبة قياس الذكاء

عادةً ما يكون الأشخاص المصابون بالتوحد أسرع وأكثر دقة من الأشخاص غير المصابين بالتوحد في اختبارات الذكاء التي تتضمن مصفوفات ريفن المتتابعة.

من المعروف أن الذكاء الناتج عن التوحد يصعب قياسه. إن وجود اذكياء مصابين بالتوحد يدعو إلى التشكيك في بعض المعرفة المتعلقة بالذكاء. وتعريف اضطراب طيف التوحد. أحد التحديات المطروحة هو فهم كيف يمكن أن يتعايش ما يُنظر إليه على أنه مظاهر للمهارات والذكاء الاستثنائي مع ما يُنظر إليه على أنه قيود شديدة في نفس الفرد. بعض المصابين بالتوحد لا يفهمون معنى ما يحفظونه، على سبيل المثال الكتب التي يقرؤونها، أو الكلمات التي يكررونها بدقة شديدة (الايكولاليا). تتراوح قياسات حاصل الذكاء لدى الأشخاص المصابين بالتوحد، من منخفض للغاية إلى مرتفع للغاية. ولذلك فإن البعض لديهم معدل ذكاء أقل من 70، والذي يعتبر الشخص دونه معاقًا عقليًا. وهذا لا يمنعهم من تطوير مجالات خبرتهم. وفقًا لبيات هيرميلين، فإن درجة الكفاءة التي يحققها الشخص المصاب بالتوحد في مجال اهتمامه لا تعتمد بأي حال من الأحوال على نسبة ذكائه. تعتمد النتيجة النهائية للأشخاص المصابين بالتوحد في اختبارات الذكاء إلى حد كبير على وجود اللغة أو عدم وجودها. قد يحصل الأشخاص المصابين بالتوحد غير اللفظي على درجات منخفضة جدًا في الاختبارات التقليدية، لكنهم جيدون جدًا في المجالات التي تستهدف دائرة اهتماماتهم أو باستخدام الإدراك البصري، على سبيل المثال، مصفوفات رافين المتتابعة. تستشهد بيات هيرميلين كمثال بحالة الطفل المصاب بالتوحد غير اللفظي الموهوب في الرياضيات، والذي يتجاهل معظم إيماءات الحياة اليومية. لقد حصل على 67 درجة في اختبار الذكاء القياسي، ولكنه حصل على 128 درجة في اختبارات المنطق. مثال آخر هو ليزلي ليمكي، يستطيع إعادة إنتاج عدد كبير من المقطوعات الموسيقية بعد أن يستمعها لمره واحده فقط، عن طريق التذكر، ومع ذلك معدل ذكائه لايتجاوز 58.60. يصف جوزيف شوفانيك الفيلسوف والكاتب المصاب بالتوحد، أنه في بعض اختبارات الذكاء، يعتبر «مصابًا بنقص شديد»، بينما هو عند الآخرين يعتبر موهوب. ويشير أيضًا إلى أن هذه الاختبارات وحدها لا تشكل وسيلة موثوقة للتقييم. ويشعر بالقلق من الميل إلى «تحويل الإنسان إلى آله حاسبة».

## فطرية أو مكتسبة أو كليهما؟
إن مسألة ما إذا كانت مهارات العباقرة فطرية أم مكتسبة لم يتفق عنها بعد. وبحسب دارولد تريفيرت فإن المهارات لدى بعض المصابين بالتوحد تكون فطرية. ويستشهد بعدة أمثلة منها مات سافاج الملقب بـ "موزارت موسيقى الجاز"، والذي يُزعم أنه أظهر موهبة الموسيقى دون تعلم مسبق. وبالمثل، تبين أن ليزلي ليمكي قادر على إنتاج المقطوعات الموسيقية دون تلقى دروس العزف على البيانو ودون قراءة النوتة الموسيقية، وذلك بسبب إصابته بالعمى. وتوجد أمثلة كثيره متكافئة للمهارات الفطرية في مجالات الفن والرياضيات. يمكن أن نجد لهذه الملاحظة تفسيرًا من خلال فرضية اللاوعي الجماعي التي قدمها كارل غوستاف يونغ، لكن تريفيرت يفضل مفهوم الذاكرة الجينية: «[...] إن معرفة مفهوم الانتقال الجيني المعقد ضروري لفهم كيف يمكن لهؤلاء الأشخاص المذهلين أن يتذكروا أشياء لم يتعلموها قط». كما أشارت دراسة حالة أجريت عام 1995 لعبقري مصاب بالتوحد وموهوب في الرسم إلى أنه كان يعرف قوانين الرسم المنظور بالفطرة، والتي ربطها الباحثين بقدرة معرفية خاصة مكنها التوحد. ويشير مايكل هاو وغيره من المتخصصين إلى أن الأمر يتعلق فقط بالتعلم المستمر، وأن مفهومي الموهبة والموهبة الفطرية مجرد أسطورة. بالنسبة لبيات هيرميلين، من غير المرجح أن يكون الوقت الذي يقضيه الأشخاص المصابون بالتوحد المتعلمون في مراكز اهتماماتهم ناتجًا عن رغبة بسيطة في التعلم. يتحدث وينر عن الأشخاص الذين يعتبرون عباقره ومدى «حرصهم على التعلم». يُظهر الأشخاص المصابون بالتوحد مستوى شديد التركيز على المناطق المفضلة لديهم، في حين قد يكونون مشتتين للغاية في أماكن أخرى. من ناحية أخرى، يبدو أن تقنيات التعلم مثل حساب التقويم لا تحفز الأشخاص غير المصابين بالتوحد إلا قليلاً، وقد يتركوا عمومًا هذا التعلم في أول فرصة تأتي. غالبًا ما يوصف التوحد العبقري بأنه مرتبط بقدرة استثنائية وثابتة: هناك عدد قليل جداً من الدراسات التي تحدد أثر التعلم على تنمية الأفراد. أُجريت دراسة على أعمال ستيفن ويلتشير، مما يشير إلى أن التعلم من معلمي الرسم أثر عليه بشكل إيجابي، حيث تعلم استخدام النغمات والظلال المسقطة. أجريت دراسة مقارنة على سائقي سيارات الأجرة في لندن، الذين غالباً ما يظهرون تغيراً في بنية أدمغتهم على مستوى الحصين، وذلك بسبب عملهم في حفظ الشوارع وتحديد مواقعها. ويختفي هذا الاختلاف بعد سنوات قليلة من توقف نشاطهم. فقط ثلث سائقي سيارات الأجرة الجدد يكتسبون خبرة حقيقية في مجال عملهم بعد ثلاث سنوات من التدريب. وتخلص هذه الدراسة إلى أن ما يقرب من ثلث الأشخاص يمتلكون في الأصل القدرة على تطوير هذه المهارات، وأن هذا قد يكون مشابهًا في مرض التوحد. ويشير تريفيرت أيضًا، في دراسات الحالة التي أجراها، إلى تكرار قوي للارتباط بين العمى (أو أي مشكلة أخرى في الرؤية)، والعبقرية الموسيقية، والتوحد. يبدو أن المصاب بالتوحد الذي يعاني من مشكلة في الرؤية لديه ميزة في تنمية المهارات الموسيقية.

## تاريخ

### من الأحمق العبقري إلى متلازمة الموهوب

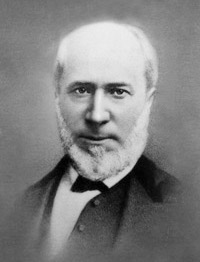
إدوارد سيغان، أول طبيب يستخدم مصطلح الأحمق العبقري في عام 1866.

ويشير المحلل النفسي الفرنسي جاك هوخمان إلى أنه على مر التاريخ، كان البلهاء المصابين بالتوحد العبقري يذهلون عامة الناس «بفضل مراوغاتهم»، ويحلون أحيانًا محل مهرجي البلاط الملكي. وفقًا لدارولد تريفيرت، فإن أحد الأوصاف الأولى المعروفة لمتلازمة العبقري كان وصف بنيامين راش، في عام 1789 الذي وصف فيه المعجزة الحسابية، توماس فولر. في عمله: علم النفس المرضي، المنشور في خمسينيات القرن التاسع عشر، اما جاك جوزيف مورو دي تورز، فقد جمع بين "البلاهه" و"العبقرية". ليظهر مصطلح "الأحمق العبقري"، الذي يجمع بين حالات التوحد والإعاقات الأخرى، في نهاية القرن التاسع عشر في الأدبيات الطبية، للإشارة إلى الأشخاص المعاقين عقليًا الذين يتفوقون عن غيرهم بالقيام بأعمال معينة، وأبرزها البلاهة، وعلاجهم بالطريقة النفسية للطبيب الفرنسي إدوارد سيغان، الذي استخدم هذا المصطلح لأول مرة عام 1866. وقد ورد هذا المصطلح الفرنسي في اللغة الإنجليزية عام 1876 بواسطة جون لانغدون داون، الذي درس عشر حالات لأطفال وشباب ذوي ذاكرة غير عادية أو عباقرة في الرياضيات لمدة ثلاثين عامًا تقريبًا، ونشر النتائج التي توصل إليها في بعض المؤثرات العقلية في مرحلة الطفولة والشباب عام 1887. ويصف على وجه الخصوص حالة جيمس هنري بولين، وهو رجل بريطاني أمي قليل الكلام، كان محتجز في مستشفى إيرلسوود الملكي، والذي أصبح نجارًا موهوبًا بشكل ملحوظ. في عام 1905، طور ألفريد بينيه اختبار بينيه سيمون وعرّف الحمقاء العباقرة بأنهم أفراد يعانون من صعوبات شديدة في التعلم، ولكن لديهم موهبة خاصة. في عام 1914، وصف الدكتور تريدجولد 20 من الأشخاص الحمقاء أو البلهاء العباقرة الموهوبين في الموسيقى أو الفن أو الرياضيات أو تعلم اللغات أو لديهم حساسية غير عادية في اللمس أو الشم. بأن معظم هؤلاء الأشخاص، يمكنهم الحصول على تشخيص بأثر رجعي لمرض التوحد. ومن بين الأطفال المصابين بالتوحد الذين درسهم ليو كانر مكتشف التوحد الطفولي، أبدى الطفل الذي يدعى تشارلز اهتماما مبكرا جدا بالموسيقى، لدرجة أنه تعرف على 18 سيمفونية في عمر سنة ونصف، وهو ما قاد عالم اللغويات الدكتور فرانسوا هيبرت ليصفه بأنه «قرد متعلم». بشكل عام، كان كانر معجبًا بقدرات الذاكرة لدى الأطفال الذين تحت رعايته. يستشهد هانز أسبرجر مكتشف متلازمة أسبرجر بـ "العبقرية" التي تحول الشخص «إلى أن يكون بارعًا في أصالته"». من خلال الصفات التي يجدها أولاً في الأطفال والمراهقين الذين يدرسهم. استخدم مصطلح العبقري المصاب بالتوحد لأول مرة من قبل طبيبة من كاليفورنيا، تدعى جوان جودمان، أثناء دراستها لإحدى الحالات في عام 1972.
 في عام 1978، وبناءً على طلب آباء الأطفال الأمريكيين المصابين بالتوحد، اقترح برنارد ريملاند استبدال مصطلح الأحمق العبقري بمصطلح المتوحد العبقري (بالإنجليزية: autistic savant)، وذلك لأسباب أخلاقية بشكل رئيسي، بعد افتراضه الذي بموجبه يكون كل الأشخاص العباقرة هم في الواقع مصابين بالتوحد. واكتشف دارولد تريفيرت أن الأمر ليس كذلك، فاقترح في عام 1988 مصطلحمتلازمة الموهوب (بالإنجليزية: savant syndrome) لكي تشمل أيضًا الأشخاص الذين يظهرون هذه المهارات غير العادية دون أن يكونوا مصابين بالتوحد. حتى الثمانينيات، وفقًا لترفيرت، ظل مرض التوحد غير معروف إلى حد كبير، ولم يتم ذكره إلا في عدد قليل من المقالات أو التقارير التلفزيونية المثيرة. لطالما اعتبر التوحد مجرد عجز، ولا سيما تحت قيادة عالم النفس البريطاني أوتا فريث.

## طالع أيضًا

### مقالات ذات صلة
- التوحد عالي الأداء
- متلازمة اسبرجر
- الذاكرة والتوحد
- متلازمة الموهوب
- موهوب

## الملاحظات
1. ↑  تظهر بعض القصص الخيالية أشخاصًا مصابين بالتوحد ولديهم ذاكرة ذهنية، وخاصة روايات الألفية والأفلام المبنية عليها.

### بِلُغاتٍ أجنبيَّة
1. ↑  Hughes 2012، صفحات 332–43.
2. ↑  Dodd 2005، صفحات 51-52.
3. ↑  Turkington 2007، صفحات 42-43.
4. ↑  Benaron 2008، صفحات 113-114.
5. ↑  Benaron 2008، صفحات 272.
6. ↑  Treffert 2016.
7. 1 2  Treffert 2009.
8. 1 2 3  Treffert 2005، صفحة 27.
9. ↑  Coleman 2000، صفحات 81-82.
10. ↑  Treffert 2005، صفحة 46.
11. 1 2  Treffert 2010، صفحة 33.
12. ↑  Clark 2016، صفحة "Future research - what lies ahead for autistic savants?".
13. ↑  Tammet 2009، صفحة Chap. "Compter les allumettes".
14. ↑  Peter Vermeulen (2014). Comment pense une personne autiste ? (بالهولندية). Dunod. p. 6. ISBN:2100707477..
15. 1 2  Happé, Francesca; Frith, Uta (27 May 2009). "The beautiful otherness of the autistic mind". Philosophical Transactions of the Royal Society B: Biological Sciences (بالإنجليزية). 364: 1345–1350. DOI:10.1098/rstb.2009.0009. ISSN:0962-8436. PMID:19528016. Archived from the original on 2022-01-08. Retrieved 2016-09-05..
16. 1 2 3 4  Mottron 2016، صفحة 28.
17. ↑  Mottron 2016، صفحة 29.
18. ↑  Mottron, Laurent; Belleville, S. (1 Nov 1993). "A Study of Perceptual Analysis in a High-Level Autistic Subject with Exceptional Graphic Abilities". Brain and Cognition (بالإنجليزية). 23: 279–309. DOI:10.1006/brcg.1993.1060. Archived from the original on 2023-10-10. Retrieved 2016-09-05..
19. ↑  Mottron, Laurent; Dawson, Michelle; Soulières, Isabelle (27 May 2009). "Enhanced perception in savant syndrome: patterns, structure and creativity". Philosophical Transactions of the Royal Society B: Biological Sciences (بالإنجليزية). 364: 1385–1391. DOI:10.1098/rstb.2008.0333. ISSN:0962-8436. PMC:2677591. PMID:19528021. Archived from the original on 2022-01-08. Retrieved 2016-09-06..
20. ↑  Grandin, Temple (27 May 2009). "How does visual thinking work in the mind of a person with autism? A personal account". Philosophical Transactions of the Royal Society of London B: Biological Sciences (بالإنجليزية). 364: 1437–1442. DOI:10.1098/rstb.2008.0297. ISSN:0962-8436. PMC:2677580. PMID:19528028. Archived from the original on 2022-01-08. Retrieved 2016-09-08..
21. ↑  Happé, Francesca; Vital, Pedro (27 May 2009). "What aspects of autism predispose to talent?". Philosophical Transactions of the Royal Society B: Biological Sciences (بالإنجليزية). 364: 1369–1375. DOI:10.1098/rstb.2008.0332. ISSN:0962-8436. PMC:2677590. PMID:19528019. Archived from the original on 2022-01-08. Retrieved 2016-09-06..
22. ↑  Baron-Cohen, Simon; Ashwin, Emma; Ashwin, Chris; Tavassoli, Teresa (27 May 2009). "Talent in autism: hyper-systemizing, hyper-attention to detail and sensory hypersensitivity". Philosophical Transactions of the Royal Society B: Biological Sciences (بالإنجليزية). 364: 1377–1383. DOI:10.1098/rstb.2008.0337. ISSN:0962-8436. PMC:2677592. PMID:19528020. Archived from the original on 2023-10-31. Retrieved 2016-09-06..
23. ↑  Hughes, John R. (1 Feb 2010). "A review of Savant Syndrome and its possible relationship to epilepsy". Epilepsy & Behavior (بالإنجليزية). 17: 147–152. DOI:10.1016/j.yebeh.2009.12.014. Archived from the original on 2022-03-14. Retrieved 2016-09-05..
24. 1 2  Clark 2016، صفحة "Obsessiveness and savant skills".
25. ↑  Treffert 2010، صفحة 10-11.
26. ↑  Devillers، Sophie. "Tous des génies ?". www.lalibre.be. مؤرشف من الأصل في 2022-01-08. اطلع عليه بتاريخ 2016-07-28..
27. ↑  Treffert 2010، صفحة 20.
28. ↑  Treffert 2010، صفحة 21-23.
29. ↑  Treffert 2005، صفحة 32-33.
30. ↑  Patti, Paul J.; Lupinetti, Laura (1993). "Brief report: Implications of hyperlexia in an autistic savant". Journal of Autism and Developmental Disorders (بالإنجليزية). 23: 397–405. DOI:10.1007/BF01046228. ISSN:0162-3257. Archived from the original on 2022-01-08. Retrieved 2016-09-04..
31. ↑  Treffert 2010، صفحة 23.
32. ↑  Treffert 2010، صفحة 27.
33. ↑  Treffert 2010، صفحة 24-25.
34. 1 2 3  Mottron 2016، صفحة 26.
35. ↑  Treffert 2010، صفحة 26-27.
36. ↑  Luculano, Teresa; Rosenberg-Lee, Miriam; Supekar, Kaustubh; Lynch, Charles J. (février 2014). "Brain Organization Underlying Superior Mathematical Abilities in Children with Autism". Biological Psychiatry (بالإنجليزية). 75: 223–230. DOI:10.1016/j.biopsych.2013.06.018. PMC:3897253. PMID:23954299. Archived from the original on 2023-04-26. {{استشهاد بدورية محكمة}}: تحقق من التاريخ في: |تاريخ= (help).
37. ↑  Janlou Chaput (23 août 2013). "Pourquoi certains autistes sont-ils brillants en maths ?". Futura-Sciences (بالفرنسية). Archived from the original on 2023-10-17. Retrieved 2016-08-16. {{استشهاد ويب}}: تحقق من التاريخ في: |تاريخ= (help).
38. ↑  Kelly, Stephen J.; Macaruso, Paul; Sokol, Scott M. (1 Apr 1997). "Mental calculation in an autistic savant: A case study". Journal of Clinical and Experimental Neuropsychology (بالإنجليزية). 19: 172–184. DOI:10.1080/01688639708403848. ISSN:1380-3395. PMID:9240477. Archived from the original on 2022-01-08. Retrieved 2016-09-05..
39. ↑  Hermelin 2001، صفحة 11.
40. ↑  O'Connor, N.; Hermelin, Beate (1994). "Two autistic savant readers". Journal of Autism and Developmental Disorders (بالإنجليزية). 24: 501–515. DOI:10.1007/BF02172131. ISSN:0162-3257. Archived from the original on 2022-01-20. Retrieved 2016-09-04..
41. ↑  Hermelin 2001، صفحة 12.
42. ↑  Heaton, Pamela; Hermelin, Beate; Pring, Linda (1 Apr 1998). "Autism and Pitch Processing: A Precursor for Savant Musical Ability?". Music Perception: An Interdisciplinary Journal (بالإنجليزية). 15: 291–305. DOI:10.2307/40285769. ISSN:0730-7829. Archived from the original on 2022-01-08. Retrieved 2016-09-05..
43. 1 2 3  Mottron 2016، صفحة 27.
44. ↑  Treffert 2010، صفحة 37.
45. ↑  دارولد تريفيرت (1 May 1988). "The idiot savant: a review of the syndrome". American Journal of Psychiatry (بالإنجليزية). 145: 563–572. DOI:10.1176/ajp.145.5.563. ISSN:0002-953X. Archived from the original on 2023-12-03. Retrieved 2016-08-26..
46. ↑  Daniel L. Schacter (1996). À la recherche de la mémoire: Le passé, l'esprit et le cerveau. Neurosciences & cognition (بالإنجليزية). De Boeck Supérieur. p. 23. ISBN:2744500518..
47. ↑  Schovanec 2012، صفحة 125.
48. ↑  Morasse (1 Nov 1998). "Atypical Memory Performance in an Autistic Savant". Memory (بالإنجليزية). 6: 593–607. DOI:10.1080/741943372. ISSN:0965-8211. PMID:10320865. Archived from the original on 2023-12-03. Retrieved 2016-09-04..
49. ↑  Casey, B. J.; Gordon, C. T.; Mannheim, Glenn B.; Rumsey, Judith M. (1 Nov 1993). "Dysfunctional attention in autistic savants". Journal of Clinical and Experimental Neuropsychology (بالإنجليزية). 15: 933–946. DOI:10.1080/01688639308402609. ISSN:0168-8634. PMID:8120129. Archived from the original on 2023-02-16. Retrieved 2016-09-05..
50. ↑  Préface de Darold Treffert dans Clark 2016، صفحة Chap. "Training the talent".
51. ↑  N. Chia (2008). Autistic savant: A need to re-define autism spectrum disorder (ASD) (بالإنجليزية). Cobee Publishing House..
52. ↑  Hermelin 2001، صفحة 27-28.
53. ↑  Treffert 2010، صفحة 25.
54. ↑  Lisa D. Benaron (2008). Autism. Biographies of Disease (بالإنجليزية). ABC-CLIO. p. 113-114. ISBN:0313347646. Archived from the original on 2023-12-03..
55. 1 2  Treffert 2010، صفحة 28.
56. ↑  Hermelin 2001، صفحة 36.
57. ↑  Mottron, Laurent (3 Nov 2011). "Changing perceptions: The power of autism". Nature (بالإنجليزية). 479: 33–35. DOI:10.1038/479033a. ISSN:0028-0836. Archived from the original on 2023-10-19. Retrieved 2016-06-01..
58. ↑  Hermelin 2001، صفحة 110-116.
59. ↑  Stanislas Dehaene (2010). La Bosse des maths : Quinze ans après. Odile Jacob. ص. 163-164. ISBN:2738194397..
60. ↑  Treffert 2010، صفحة 29.
61. ↑  Schovanec 2012، صفحة 123.
62. ↑  Schovanec 2012، صفحة 247.
63. 1 2 3  Treffert 2010، صفحة 12.
64. 1 2  Treffert 2005، صفحة 42.
65. ↑  Mottron, L.; Belleville, S. (1 May 1995). "Perspective production in a savant autistic draughtsman". Psychological Medicine (بالإنجليزية). 25. DOI:10.1017/s0033291700033547. ISSN:1469-8978. Archived from the original on 2022-05-24. Retrieved 2016-09-04..
66. ↑  Howe, Michael J. A.; Davidson, Jane W.; Sloboda, John A. (1 Jun 1998). "Innate talents: Reality or myth?". Behavioral and Brain Sciences (بالإنجليزية). 21: 399–407. DOI:10.1017/s0140525x9800123x. ISSN:1469-1825. Archived from the original on 2022-01-08. Retrieved 2016-09-06..
67. ↑  Hermelin 2001، صفحة 29.
68. ↑  E. Winner (1996). Gifted children: myths and realities (بالإنجليزية). New York: Basic Books..
69. ↑  Hermelin 2001، صفحة 30.
70. ↑  Pring, Linda; Hermelin, Beate; Buhler, Michael; Walker, Iain (1 Nov 1997). "Native Savant Talent and Acquired Skill". Autism (بالإنجليزية). 1: 199–214. DOI:10.1177/1362361397012006. ISSN:1362-3613. Archived from the original on 2022-01-08. Retrieved 2016-09-05..
71. ↑  Woollett, Katherine; Spiers, Hugo J.; Maguire, Eleanor A. (27 May 2009). "Talent in the taxi: a model system for exploring expertise". Philosophical Transactions of the Royal Society B: Biological Sciences (بالإنجليزية). 364: 1407–1416. DOI:10.1098/rstb.2008.0288. ISSN:0962-8436. PMID:19528024. Archived from the original on 2022-09-29. Retrieved 2016-09-06..
72. ↑  Happé, Francesca; Frith, Uta (27 May 2009). "The beautiful otherness of the autistic mind". Philosophical Transactions of the Royal Society B: Biological Sciences (بالإنجليزية). 364: 1345–1350. DOI:10.1098/rstb.2009.0009. ISSN:0962-8436. PMID:19528016. Archived from the original on 2023-12-03. Retrieved 2016-09-05..
73. ↑  Treffert 2005، صفحة 31-32.
74. ↑  Hochmann، Jacques (2009). Histoire de l’autisme. Odile Jacob. ص. 21-32. ISBN:978-2-7381-2153-0. مؤرشف من الأصل في 2023-07-15..
75. 1 2  Treffert 2005، صفحة 28.
76. ↑  Hochmann 2009، صفحة 162.
77. 1 2  Stephen Jay Gould (1998). Millénium: histoire naturelle et artificielle de l'an 2000. Science ouverte (بالإنجليزية). Seuil. p. 110. ISBN:2020316102..
78. ↑  Treffert 2010، صفحة 2-3.
79. ↑  Ward, O. Conor (2003). "The Childhood and the Life of James Henry Pullen, the Victorian Idiot Savant (1832–1916)". Arch. Dis. Child. (بالإنجليزية). Archived from adc.bmjjournals.com the original on 2022-01-08. Retrieved 14 juin 2006. {{استشهاد بدورية محكمة}}: تحقق من التاريخ في: |تاريخ الوصول= (help) and تحقق من قيمة |مسار= (help).
80. ↑  Hermelin 2001، صفحة 16.
81. ↑  Treffert 2005، صفحة 29.
82. ↑  François Hébert (2015). Rencontrer l'autiste et le psychotique: Jeux et détours. Dunod. ص. 183. ISBN:2100727656..
83. ↑  Treffert 2005، صفحة 34.
84. ↑  Maleval 2009، صفحة PT 50 قالب:Lire en ligne.
85. ↑  Goodman, Joan (1 Oct 1972). "A Case Study of an "autistic-Savant": Mental Function in the Psychotic Child with Markedly Discrepant Abilities". Journal of Child Psychology and Psychiatry (بالإنجليزية). 13: 267–278. DOI:10.1111/j.1469-7610.1972.tb01153.x. ISSN:1469-7610. Archived from the original on 2023-12-05. Retrieved 2016-09-04..
86. 1 2 3  {{Chapitre}} : paramètre titre chapitre manquant, dans paramètre titre ouvrage manquantChapitreOuvrage.
87. ↑  Treffert 2010، صفحة 17-18.
88. ↑  Treffert 2010، صفحة 3.
89. ↑  Treffert 2010، صفحة xiv.
90. ↑  Hochmann 2009، صفحة 474.

#### كتب
- Susan Dodd (2005). Understanding Autism (بالإنجليزية). Elsevier Australia. p. 51-52. ISBN:1875897801.
- Lisa D. Benaron (2008). Autism. Biographies of Disease (بالإنجليزية). ABC-CLIO. p. 113-114. ISBN:0313347646. Archived from the original on 2022-01-08.
- Benaron, Lisa D. (30 Nov 2008). Autism (بالإنجليزية). ABC-CLIO. p. 272. ISBN:978-0-313-34764-1. Archived from the original on 2022-01-08.
- Turkington, Carol; Anan, Ruth (2007). The Encyclopedia of Autism Spectrum Disorders (بالإنجليزية). Infobase Publishing. ISBN:978-0-8160-7505-8. Archived from the original on 2023-12-02.
- Casanova، Manuel F.، المحرر (2005). Recent developments in autism research. New York: Nova Biomedical Books. ISBN:978-1-59454-497-2.
- et Mary Coleman (2000). The Biology of the Autistic Syndromes. Clinics in Developmental Medicine (بالإنجليزية). Cambridge University Press. p. 81-82. ISBN:1898683220.
- Trevor, Clark (2016). Exploring Giftedness and Autism: A study of a differentiated educational program for autistic savants (بالإنجليزية). Routledge. p. 216. ISBN:1317557808. {{استشهاد بكتاب}}: الوسيط غير المعروف |isbn2= تم تجاهله (help) and الوسيط غير المعروف |libellé= تم تجاهله (help)
- Michael, Fitzgerald (2005). The genesis of artistic creativity: Asperger's syndrome and the arts (بالإنجليزية). Londres: Jessica Kingsley Publishers. ISBN:1-84310-334-6. {{استشهاد بكتاب}}: الوسيط غير المعروف |libellé= تم تجاهله (help)
- Francesca، Happé؛ Uta، Frith (2010). Autism and Talent. OUP/The Royal Society. ص. 222. ISBN:0199560145. {{استشهاد بكتاب}}: الوسيط غير المعروف |isbn2= تم تجاهله (مساعدة)، الوسيط غير المعروف |libellé= تم تجاهله (مساعدة)، والوسيط غير المعروف |plume= تم تجاهله (مساعدة)
- Beate، Hermelin (2001). Bright Splinters of the Mind: A Personal Story of Research with Autistic Savants. Jessica Kingsley Publishers. ص. 188. ISBN:1853029319. {{استشهاد بكتاب}}: الوسيط غير المعروف |isbn2= تم تجاهله (مساعدة)، الوسيط غير المعروف |libellé= تم تجاهله (مساعدة)، والوسيط غير المعروف |plume= تم تجاهله (مساعدة)
- Jean-Claude، Maleval (2009). L'Autiste et sa voix. Champ Freudien. Seuil. ص. 346. ISBN:2021224902. {{استشهاد بكتاب}}: الوسيط غير المعروف |isbn2= تم تجاهله (مساعدة)، الوسيط غير المعروف |libellé= تم تجاهله (مساعدة)، والوسيط غير المعروف |plume= تم تجاهله (مساعدة)
- [Mottron 2016] Laurent Mottron, « Pourquoi certains autistes sont-ils des prodiges ? », في La Recherche [الإنجليزية], no Hors série 18, juin 2016
  - Réédition de l'article [Mottron 2009] Laurent Mottron, « Pourquoi certains autistes sont-ils des prodiges ? », في La Recherche [الإنجليزية], no 432, juillet 2009 [النص الكامل]
- Laurent، Mottron (2016). L'intervention précoce pour enfants autistes. Nouveaux principes pour soutenir une autre intelligence. Bruxelles: Mardaga. ISBN:978-2-80470-262-5. {{استشهاد بكتاب}}: الوسيط غير المعروف |libellé= تم تجاهله (مساعدة)
- Laurent، Mottron (2004). L'autisme : une autre intelligence. Diagnostic, cognition et support des personnes autistes sans déficience intellectuelle. Bruxelles: Mardaga. ISBN:9782870098691. {{استشهاد بكتاب}}: الوسيط غير المعروف |libellé= تم تجاهله (مساعدة)
- Hooper، S (1992-10). "The exceptional brain. Neuropsychology of talent and special abilities Edited by Loraine K. Obler, PhD & Deborah Fein, PhD, New York: The Guilford press, 1988. xxi + 522 pp., $39.50". Archives of Clinical Neuropsychology. ج. 7 ع. 5: 461–465. DOI:10.1016/0887-6177(92)90160-o. ISSN:0887-6177. مؤرشف من الأصل في 2023-12-03. {{استشهاد بدورية محكمة}}: تحقق من التاريخ في: |تاريخ= (مساعدة)
- Hughes JR (2012). "The savant syndrome and its possible relationship to epilepsy". Advances in Experimental Medicine and Biology. ج. 724: 332–43. DOI:10.1007/978-1-4614-0653-2_25. ISBN:978-1-4614-0652-5. PMID:22411254.
- Treffert, Darold A. (1 Dec 1999). "The Savant Syndrome and Autistic Disorder". CNS Spectrums (بالإنجليزية). 4. DOI:10.1017/S1092852900006830. ISSN:1092-8529. Archived from the original on 2022-01-08. Retrieved 2016-09-05.
- Darold، Treffert (2010). Islands of Genius: The Bountiful Mind of the Autistic, Acquired, and Sudden Savant. Jessica Kingsley Publishers. ISBN:978-1-84905-810-0. مؤرشف من الأصل في 2023-12-11. {{استشهاد بكتاب}}: الوسيط غير المعروف |libellé= تم تجاهله (مساعدة) والوسيط غير المعروف |plume= تم تجاهله (مساعدة)

#### مقالات
- [Kehrer 1992] (بالإنجليزية) Hans E. Kehrer, « Savant capabilities of autistic persons », في Acta Paedopsychiatrica: International Journal of Child & Adolescent Psychiatry, septembre 1992 ISSN 0936-6075 [النص الكامل (pages consultées le 2016-08-17)]
- [Treffert 2009] (بالإنجليزية) Darold Treffert, « The savant syndrome: an extraordinary condition. A synopsis: past, present, future », في Philos Trans. R. Soc. Lond. B. Biol. Sci., vol. 364, no 1522, 2009, ص.

1351–7 [résumé, النص الكامل, lien PMID, lien DOI]
- [Meilleur et Jelenic 2017] Andrée-Anne S. Meilleur et Patricia JelenicCatégorie:Utilisation du paramètre auteur dans le modèle article, « Une meilleure compréhension des habiletés exceptionnelles en autisme », في Sur le spectre, Montréal, vol. 1, no 3, 2017, ص.

3-5 [النص الكامل]

#### الشهادات - التوصيات
- Temple، Grandin؛ Catherine Johnson (2006). L'Interprète des animaux. Odile Jacob. ص. 384. ISBN:273818927X. {{استشهاد بكتاب}}: الوسيط غير المعروف |isbn2= تم تجاهله (مساعدة)، الوسيط غير المعروف |langue originale= تم تجاهله (مساعدة)، الوسيط غير المعروف |libellé= تم تجاهله (مساعدة)، الوسيط غير المعروف |plume= تم تجاهله (مساعدة)، والوسيط غير المعروف |titre original= تم تجاهله (مساعدة)
- Andrew، Magdy Kamal (2013). Andrew Magdy Kamal - The Autistic Savant. GRIN Verlag. ص. 29. ISBN:3656430233. {{استشهاد بكتاب}}: الوسيط غير المعروف |isbn2= تم تجاهله (مساعدة) والوسيط غير المعروف |libellé= تم تجاهله (مساعدة)
- Oliver، Sacks (1996) [1995]. Un anthropologue sur mars. Paris: Seuil. ص. 425. ISBN:2020238241. {{استشهاد بكتاب}}: الوسيط غير المعروف |isbn2= تم تجاهله (مساعدة)، الوسيط غير المعروف |langue originale= تم تجاهله (مساعدة)، الوسيط غير المعروف |libellé= تم تجاهله (مساعدة)، والوسيط غير المعروف |traducteur= تم تجاهله (مساعدة)
- قالب:Bibliographie
- Daniel، Tammet (2007). Je suis né un jour bleu. Sciences humaines. Les Arènes. ص. 300. ISBN:2352042534. {{استشهاد بكتاب}}: الوسيط غير المعروف |isbn2= تم تجاهله (مساعدة)، الوسيط غير المعروف |langue originale= تم تجاهله (مساعدة)، الوسيط غير المعروف |libellé= تم تجاهله (مساعدة)، الوسيط غير المعروف |plume= تم تجاهله (مساعدة)، والوسيط غير المعروف |traducteur= تم تجاهله (مساعدة)
- Daniel، Tammet (2009). Embrasser le ciel immense. sciences humaines. Les Arènes. ص. 330. ISBN:2352042526. {{استشهاد بكتاب}}: الوسيط غير المعروف |isbn2= تم تجاهله (مساعدة)، الوسيط غير المعروف |langue originale= تم تجاهله (مساعدة)، الوسيط غير المعروف |libellé= تم تجاهله (مساعدة)، الوسيط غير المعروف |plume= تم تجاهله (مساعدة)، والوسيط غير المعروف |traducteur= تم تجاهله (مساعدة)

## وصلات خارجية
- المهارات الموهوبة: الموهبة والتوحد. الدكتور تي آر كلارك
- رابط بين التوحد والعبقرية. معلومات فرانس تي في